# Château Goëlo
Le château Goëlo est situé sur la commune de Plélo en France.

## Localisation
Le château est situé sur la commune de Plélo au lieu-dit de Goëlo dans le département des Côtes-d'Armor, dans la région Bretagne.

## Description
Le château Goëlo, situé près d'une voie allant du Sépulcre en Plérin à Châtelaudren, doit probablement son nom aux premiers seigneurs du Goëlo qui y séjournèrent peu de temps et l'abandonnèrent pour Châtelaudren. Le château actuel fut reconstruit au XVIIe siècle ; il ne possède plus qu'une aile de communs, l'autre ayant été rasée vers 1940.

## Historique
Le château appartenait en 1300 à Guillaume de Mordelle et resta dans la famille de Mordelle jusqu'au XVIIIe siècle, puis passa aux familles d'Uzille, La Lande de Calan, Huyn de Kermeville. 
Il est inscrit partiellement au titre des monuments historiques par arrêté du 18 octobre 1990.

## Protection
Éléments protégés : les façades et toitures du corps de logis et des communs ; cour d'honneur.